# Даннекер, Иоганн Генрих фон
Иоганн Генрих фон Да́ннекер (нем. Johann Heinrich von Dannecker; 16 октября 1758, Штутгарт — 8 декабря 1841, Штутгарт) — немецкий скульптор.

## Биография
Иоганн Генрих фон Даннекер — сын кучера при дворе герцога Вюртемберга. В 1771 году его приняли в военную школу во дворце Солитюд под Штутгартом. Начинал балетным танцором, но вскоре стал учеником скульптора, обучался в герцогском институте, который в 1773 году был переименован в военную академию, а в 1782 году переведён в Штутгарте и стал университетом. Даннекер получал художественное образование у скульпторов Иоганна Валентина Зонненшайна и Пьера Франсуа Лежёна, художников Адольфа Фридриха Харпера и Николя Гибаля.
Вместе с соучеником Филиппом Якобом Шеффауэром Даннекер по окончании академии был пожизненно назначен придворным скульптором. Герцогская стипендия позволила обоим скульпторам отправиться на два года обучаться в Париж, где при посредничестве Гибаля устроились в мастерскую Огюстена Пажу. Затем начинающие скульпторы отправились учиться в Рим. Они подружились с Антонио Кановой и швейцарским скульптором Александром Триппелем.
По заказу герцога Вюртемберга Даннекер помимо нескольких небольших работ выполнил для Гогенгеймского дворца в мраморе крупную аллегорическую скульптурную группы «Времена года». Даннекер получил первое признание и был удостоен званий почётных членов Болонской и Мантуанской академий. В начале 1790 года Шеффбауэр и Даннекер вернулись в Штутгарт, где получили звание профессоров в Карловой высшей школе. После роспуска этой школы Даннекер продолжил преподавательскую деятельность частным образом.
В отличие от Шеффауэра Даннекеру по возвращении из Рима быстро удалось добиться успеха в Штутгарте, хотя при дворе ему редко доставались привлекательные заказы. Даннекер женился на купеческой дочке Генрике Рапп, не испытывал материальных затруднений и влился в купеческие круги города. На престижной штутгартской Дворцовой площади в 1808 году Даннекер по собственному проекту отстроил себе дом, в котором разместились не только жилые помещения, но и мастерская, школа и музей.
Главными произведениями штутгартского периода творчества Даннекера стали бюсты Шиллера 1793 и 1805 годов и автопортрет 1797 года. В 1803 году появился глиняный эскиз скульптуры «Ариадна на пантере», который был перенесён на мрамор в 1814 году. Учениками Даннекера были Кристиан Эдуард Бетхер, Людвиг Макк, Йозеф Вильгельм Людвиг Макк, Генрих Макс Имгоф и Ганс Баур. Даннекер похоронен на Хоппенлауском кладбище в Штутгарте.